# Kisiny
Kisiny (niem. Kyschienen) – wieś w Polsce położona w województwie warmińsko-mazurskim, w powiecie działdowskim, w gminie Działdowo.
W okresie międzywojennym stacjonowała tu placówka Straży Celnej „Kisiny”.
W latach 1975–1998 miejscowość administracyjnie należała do województwa ciechanowskiego.
Kisiny leżą przy drodze wojewódzkiej nr 544 między Iłowem a Działdowem.